# ليا فيليكس
ليا فيليكس (بالفرنسية: Lia Félix)‏ هي ممثلة فرنسية، ولدت في 6 يوليو 1830 في سومور في فرنسا، وتوفيت في 15 يناير 1908 في باريس في فرنسا.